# Bert Wright
Bert Wright ist ein ehemaliger US-amerikanischer Eiskunstläufer, der im Eistanz startete.
Seine Eistanzpartnerin war Sharon McKenzie. Mit ihr gewann er 1957 bei der Weltmeisterschaft in Colorado Springs die Bronzemedaille hinter den Briten June Markham und Courtney Jones sowie den Kanadiern Geraldine Fenton und William McLachlan.

## Ergebnisse

### Eistanz
(mit Sharon McKenzie)
| Wettbewerb / Jahr                | 1957 |
| -------------------------------- | ---- |
| Weltmeisterschaften              | 3.   |
| US-amerikanische Meisterschaften | 1.   |

| Personendaten    | Personendaten                    |
| ---------------- | -------------------------------- |
| NAME             | Wright, Bert                     |
| KURZBESCHREIBUNG | US-amerikanischer Eiskunstläufer |
| GEBURTSDATUM     | 20. Jahrhundert                  |